# WWE 러
먼데이 나이트 러(영어: Monday Night Raw) 또는 WWE 러(WWE Raw)는 WWE의 3대 브랜드 중의 하나이자, 매주 월요일에 방송하고 있는 프로그램이다. WWE가 방영한 정규 TV 프로그램 중에서는 가장 먼저 방송된 프로그램이기도 하다. 미국에 있는 USA Network에서 생방송으로 방송되고 있다. 현재 대한민국에서는 2009년 4월 23일자로 XTM에서 방송하다가 종영했으나 다시 재개되었다만 2011년 1월 31일자로 다시 방영이 종영되고 한때 OGN(전:온게임넷)에서 방영한적 있었지만 결국엔 한동안 대한민국에서 시청할 수 없게 되었으나 티캐스트 계열채널인 FX 채널에서 2013년 4월 18일부터 방영이 재개되어 이어지고 있었다. 그러나 2018년 1월 3일부터 WWE측은 IB 스포츠와의 파트너십 연장 계약으로 녹화중계가 아닌 생중계로 방영되며 FX에서는 2017년 12월 31일을 마지막으로 방송 종료된다.. 2012년 7월 23일부터 1000회를 맞아 기존 두시간의 방송 시간이 세 시간으로 늘어나 방송되고 있다. 또한 재방송용으로는 미국 프로레슬링 Rewind로 편성하기도 한다. IB스포츠 전용 슬로건은 붉은정글이다.

## 커미셔너
| 이름            | 날짜                               |
| --------------- | ---------------------------------- |
| 서전 슬로터     | 1997년 8월 4일 ~ 1998년 11월 23일  |
| 숀 마이클스     | 1998년 11월 23일 ~ 2000년 6월 26일 |
| 믹 폴리         | 2000년 6월 26일 ~ 2000년 12월 18일 |
| 스테퍼니 맥마흔 | 2016년 7월 11일 ~ 2019년 1월 17일  |

## 제너럴 매니저
| 이름                           | 날짜                                                                                 |
| ------------------------------ | ------------------------------------------------------------------------------------ |
| 에릭 비숍                      | 2002년 7월 15일 ~ 2003년 4월 28일                                                    |
| 에릭 비숍 & 스티브 오스틴      | 2003년 4월 29일 ~ 2003년 11월 16일                                                   |
| 에릭 비숍                      | 2003년 11월 16일 ~ 2003년 12월 1일                                                   |
| 에릭 비숍 & 믹 폴리            | 2003년 12월 1일 ~ 2003년 12월 15일                                                   |
| 에릭 비숍                      | 2003년 12월 15일 ~ 2005년 12월 5일                                                   |
| 조나단 코치맨                  | 2007년 6월 11일 ~ 2007년 8월 6일                                                     |
| 윌리엄 리걸                    | 2007년 8월 6일 ~ 2008년 5월 19일                                                     |
| 마이크 애덤리                  | 2008년 7월 28일 ~ 2008년 11월 3일                                                    |
| 셰인 맥맨 & 스테퍼니 맥맨      | 2008년 11월 3일 ~ 2008년 11월 24일                                                   |
| 스테퍼니 맥맨                  | 2008년 11월 24일 ~ 2009년 4월 6일                                                    |
| 비키 게레로                    | 2009년 4월 6일 ~ 2009년 6월 8일 2010년 5월 10일                                      |
| 브렛 하트                      | 2010년 5월 24일 ~ 2010년 6월 21일                                                    |
| 익명의 단장 (정체는 혼스워글)  | 2010년 6월 21일 ~ 2011년 7월 18일                                                    |
| 존 로리네이티스                | 2011년 10월 10일 ~ 2012년 6월 17일                                                   |
| 임시 단장들 (게스트 단장 제도) | 2012년 6월 18일 ~ 2012년 7월 6일                                                     |
| AJ 리                          | 2012년 7월 23일 ~ 2012년 10월 22일                                                   |
| 비키 게레로                    | 2012년 10월 22일 ~ 2013년 7월 8일 (이 당시는 매니징 슈퍼바이저라는 용어를 대신 사용) |
| 브래드 매독스                  | 2013년 7월 8일 ~ 2014년 5월 26일                                                     |
| 셰인 맥맨 & 스테퍼니 맥맨      | 2016년 5월 2일 ~ 2016년 7월 11일                                                     |
| 믹 폴리                        | 2016년 7월 18일 ~ 2017년 3월 13일                                                    |
| 커트 앵글                      | 2017년 4월 3일 ~ 2018년 12월 17일                                                    |
| 배런 코빈                      | 2018년 8월 20일 ~ 2018년 12월 16일 (커트 앵글 강제 휴가로 임시 제너럴 매니저 수행함) |
| 애덤 피어스                    | 2023년 10월 14일 ~ 현재                                                              |

## 감독관
| 이름      | 날짜                              |
| --------- | --------------------------------- |
| 배런 코빈 | 2018년 6월 4일 ~ 2018년 12월 16일 |

## 해설자
| 해설자                                      | 날짜 |
| ------------------------------------------- | --- |
| 빈스 맥맨, 랜디 새비지 & 랍 바틀렛          | 1993년 1월 11일 ~ 1993년 4월 19일                                                                           |
| 빈스 맥맨, 바비 히난 & 랜디 새비지          | 1993년 4월 26일 ~ 1993년 10월 18일                                                                          |
| 빈스 맥맨 & 바비 히난                       | 1993년 10월 25일 ~ 1993년 12월 6일                                                                          |
| 빈스 맥맨& 게스트 해설자                    | 1993년 12월 13일 ~ 1994년 2월 28일 1994년 11월 7일 - 1994년 11월 28일                                       |
| 고릴라 몬순 & 랜디 새비지                   | 1994년 6월 20일 ~ 1994년 7월 4일                                                                            |
| 짐 로스 & 랜디 새비지                       | 1994년 7월 11일 ~ 1994년 11월 25일                                                                          |
| 빈스 맥맨 & 랜디 새비지                     | 1994년 3월 7일 ~ 1994년 6월 13일 1994년 8월 1일 ~ 1994년 10월 31일                                          |
| 빈스 맥맨 & 숀 마이클스                     | 1994년 12월 5일 ~ 1995년 2월 6일                                                                            |
| 빈스 맥맨 & 짐 코르넷                       | 1995년 2월 20일 ~ 1995년 4월 3일                                                                            |
| 빈스 맥맨 & 제리 롤러                       | 1995년 4월 10일 ~ 1996년 7월 29일                                                                           |
| 케빈 켈리, 짐 로스 & 제리 롤러              | 1996년 8월 5일 ~ 1996년 10월 14일                                                                           |
| 빈스 맥맨, 짐 로스 & 제리 롤러              | 1996년 10월 21일 ~ 1997년 11월                                                                              |
| 짐 로스, 마이클 콜& 케빈 켈리               | 1997년 12월 ~ 1998년 2월                                                                                    |
| 짐 로스 & 마이클 콜                         | 1998년 3월 ~ 1998년 6월                                                                                     |
| 짐 로스 & 폴 헤이먼                         | 2001년 2월 ~ 2001년 11월                                                                                    |
| 짐 로스, 제리 롤러 & 조나단 코치맨          | 2005년 6월 6일 ~ 2005년 10월 10일                                                                           |
| 조나단 코치맨& 제리 롤러                    | 2005년 10월 17일 ~ 2005년 10월 31일                                                                         |
| 조이 스타일스, 제리 롤러 & 조나단 코치맨    | 2005년 11월 7일 ~ 2006년 4월 16일                                                                           |
| 조이 스타일스 & 제리 롤러                   | 2006년 4월 23일 ~ 2006년 5월 1일                                                                            |
| 짐 로스 & 제리 롤러                         | 1997년 11월 ~ 1998년 11월 1999년 4월 ~ 2001년 2월 2001년 11월 ~ 2005년 6월 2006년 5월 8일 ~ 2008년 6월 23일 |
| 마이클 콜 & 제리 롤러                       | 1998년 11월 ~ 1999년 4월 2008년 6월 30일 ~ 2010년 11월 15일 2011년 10월 10일 ~ 2012년 9월 12일              |
| 마이클 콜, 제리 롤러 & CM 펑크              | 2010년 11월 22일 ~ 2010년 12월 20일                                                                         |
| 마이클 콜, 조쉬 매튜스 & 제리 롤러          | 2010년 12월 27일 ~ 2011년 3월 28일                                                                          |
| 마이클 콜, 조쉬 매튜스, 짐 로스 & 제리 롤러 | 2011년 4월 4일 ~ 2011년 10월 10일                                                                           |
| 마이클 콜 & 짐 로스                         | 2012년 9월 18일 ~ 2012년 12월 25일                                                                          |
| 마이클 콜 & 제리 롤러 & JBL                 | 2012년 12월 25일 ~ 2014년 12월 29일                                                                         |
| 마이클 콜 & JBL & 부커 T                    | 2015년 1월 5일 ~ 2015년 3월 30일 2015년 4월 30일 ~ 2015년 6월 1일                                           |
| 바이런 섹스턴, JBL, 부커 T                  | 2015년 4월 6일                                                                                              |
| 마이클 콜 & JBL & 바이런 섹스턴             | 2015년 6월 8일 ~ 2016년 7월 18일                                                                            |
| 마이클 콜 & 코리 그레이브스, 바이런 섹스턴  | 2016년 7월 25일 ~ 2017년 4월 10일                                                                           |
| 마이클 콜 & 코리 그레이브스, 부커 T         | 2017년 4월 17일 ~ 2018년 1월 30일                                                                           |

## 링 아나운서
| 링 아나운서     | 날짜                                                 |
| --------------- | ---------------------------------------------------- |
| 하워드 핑클     | 1993년 1월 ~ 2002년 8월                              |
| 토니 치멜       | 1997년 4월 ~ 1999년 8월                              |
| 저스틴 로버츠   | 2007년 3월 ~ 2007년 6월 2009년 9월 ~ 2014년 10월     |
| 릴리안 가르시아 | 1999년 8월 ~ 2009년 9월 2014년 10월 ~ 2016년 8월 1일 |
| 조조            | 2016년 7월 25일 ~ 2018년 12월 31일                   |
| 마이크 롬       | 2017년 8월 14일 ~ 현재                               |

## 리커링 세그먼트
| 세그먼트                              | 호스트                            | 연도                   |
| ------------------------------------- | --------------------------------- | ---------------------- |
| 더 킹´즈 코트                         | 제리 롤러                         | 1993년 ~ 1995년        |
| 더 하트브레이크 호텔                  | 숀 마이클스                       | 1994년                 |
| 더 브라더 러브 쇼                     | 브라더 러브                       | 1995년 ~ 1996년        |
| 더 필만 XXX 파일                      | 브라이언 필만                     | 1997년                 |
| 더 러브 쉐이크                        | 듀드 러브(믹 폴리)                | 1998년                 |
| 화이트 보이 챌린지                    | 로드니 맥 씨어도어 롱             | 2003년                 |
| WWE 디바 서치                         | 조나단 코치맨 더 미즈 토드 그리셤 | 2004년 ~ 2007년        |
| 매스터락 챌린지                       | 크리스 매스터스                   | 2005년 ~ 2007년 2010년 |
| 커트 앵글 인비테이셔널                | 커트 앵글                         | 2005년                 |
| 칼리토´즈 카바나                      | 칼리토                            | 2005년 2007년 ~ 2008년 |
| 파이퍼'즈 핏                          | 로디 파이퍼                       | 2005년 2010년 2012년   |
| 더 커팅 에지                          | 에지                              | 2005년 ~ 2007년 2010년 |
| 핍 쇼                                 | 크리스챤                          | 2010                   |
| V.I.P. 라운지                         | 몬텔 본타비우스 포터              | 2009년 ~ 2010년        |
| 칼리 키스 캠                          | 더 그레이트 칼리                  | 2011년                 |
| 미즈 TV                               | 더 미즈                           | 2012년 ~ 현재          |
| 앰브로스 어사일럼 (앰브로스 정신병원) | 딘 앰브로스                       | 2016년                 |
| 롤린스 리포트                         | 세스 롤린스                       | 2016년 ~ 현재          |

## 챔피언 현황
| 러                             | 러                                    | 러   | 러              | 러                        | 러                                    |
| 타이틀                         | 챔피언                                | 역할 | 획득한 날짜     | 획득한 장소               | 전 챔피언                             |
| ------------------------------ | ------------------------------------- | ---- | --------------- | ------------------------- | ------------------------------------- |
| 월드 헤비웨이트 챔피언         | 세스 롤린스                           | 악역 | 2025년 8월 2일  | WWE 서머슬램 - 1일차      | CM 펑크                               |
| WWE 위민스 월드 챔피언         | 나오미                                | 악역 | 2025년 7월 13일 | WWE 에볼루션              | 이요 스카이                           |
| WWE 인터콘티넨털 챔피언        | 도미닉 미스테리오                     | 악역 | 2025년 4월 20일 | WWE 레슬매니아 41 - 2일차 | 브론 브레이커                         |
| WWE 위민스 인터콘티넨털 챔피언 | 베키 린치                             | 악역 | 2025년 6월 7일  | WWE 머니 인 더 뱅크       | 라이라 발키리아                       |
| 월드 태그팀 챔피언             | 저지먼트 데이 (핀 베일러 & JD 맥도나) | 악역 | 2025년 6월 30일 | WWE 러                    | 더 뉴데이 (코피 킹스턴 & 재비어 우즈) |

## 로스터

### 남성
- 군터
- 그레이슨 월러
- 더 뉴데이
  - 코피 킹스턴
  - 재비어 우즈
- 도미닉 미스테리오
- 드래곤 리
- 레이 미스테리오
- 로건 폴
- 루디윅 카이저
- 루세프
- 브론슨 리드
- 브론 브레이커
- 새미 제인
- 세스 롤린스
- 셰이머스
- 오모스
- 오스틴 시어리
- 오티즈
- 워 레이더스
  - 에릭
  - 이바르
- 일리야 드라구노프
- 제이 우소
- 채드 게이블
- 캐리언 크로스
- 크루즈 델 토로
- 크리드 브라더스
  - 줄리어스 크리드
  - 브루터스 크리드
- 타일러 베이트
- 토자와 아키라
- 펜타
- 피트 던
- 핀 베일러
- 호아킨 와일드
- AJ 스타일스
- CM 펑크
- JD 맥도나

### 여성
- 나오미
- 나탈리아
- 라이라 발키리아
- 라켈 로드리게스
- 록샌 페레즈
- 리브 모건
- 리아 리플리
- 맥신 듀프리
- 발할라
- 베일리
- 베키 린치
- 스테파니 바케르
- 아스카
- 아이비 나일
- 이요 스카이
- 조이 스타크
- 카이리 세인
- 키아나 제임스

## 방영국가
| 국가                                               | 방송국                                |
| -------------------------------------------------- | ------------------------------------- |
| 미국                                               | USA 네트워크                          |
| 대한민국                                           | IB sports                             |
| 아랍 세계                                          | MBC 액션                              |
| 아르헨티나                                         | 캐널 9                                |
| 오스트레일리아                                     | 폭스8                                 |
| 벨기에                                             | AB3                                   |
| 불가리아                                           | bTV 코미디                            |
| 볼리비아                                           | 레드 PAT                              |
| 보스니아 헤르체고비나                              | 텔레비지자 OBN                        |
| 캐나다                                             | 더 스코어 텔레비전 네트워크 & CKMI-TV |
| 칠레                                               | UCV TV                                |
| 중국                                               | VBS                                   |
| 코스타리카                                         | 레프리텔                              |
| 체코                                               | 노바 스포츠                           |
| 에콰도르                                           | 텔레아마조나스                        |
| 엘살바도르                                         | 캐벌 VTV                              |
| 프랑스                                             | NT1 & RTL9                            |
| 핀란드                                             | MTV3 맥스                             |
| 독일, 오스트리아, 스위스, 룩셈부르크, 리히텐슈타인 | 스카이 듀츠치랜드                     |
| 그리스                                             | 노바스포츠                            |
| 온두라스                                           | XHGC-TV                               |
| 인도, 파키스탄, 스리랑카, 네팔, 부탄, 방글라데시   | 소니 TEN                              |
| 인도네시아                                         | 몰라 TV                               |
| 이스라엘                                           | 스포츠 1                              |
| 이탈리아                                           | 스카이 이텔리아                       |
| 말레이시아                                         | 아스트로                              |
| 멕시코                                             | XHGC-TV, TVC 데포테스 & MVS 비젼      |
| 뉴질랜드                                           | 더 박스                               |
| 노르웨이                                           | TV 2 지브라                           |
| 파나마                                             | RPC 캐널 4                            |
| 페루                                               | ATV                                   |
| 필리핀                                             | 원 스포츠 플러스                      |
| 폴란드                                             | 익스트림 스포츠 채널                  |
| 포르투갈                                           | 스포츠 TV                             |
| 루마니아                                           | 스포츠.ro                             |
| 러시아                                             | 2×2                                   |
| 세르비아                                           | 폭스 텔레비지자                       |
| 싱가폴                                             | 스타허브                              |
| 남아프리카 공화국                                  | E.tv                                  |
| 스페인                                             | 마르카 TV                             |
| 터키                                               | 폭스 터키 & 유로스포츠                |
| 대만                                               | 트루비전스                            |
| 우크라이나                                         | QTV                                   |
| 영국, 아일랜드                                     | 스카이 스포츠 5 & 스카이 스포츠 HD5   |